# روبرت د. إنجلش
روبرت د. إنجلش (بالإنجليزية: Robert D. English)‏ هو مؤرخ أمريكي، ولد في 1958.